# Mellamastus nero
Mellamastus nero là một loài bướm đêm thuộc phân họ Arctiinae, họ Erebidae.